# Opel Rekord
La Opel Rekord è un'autovettura di fascia medio-alta costruita in più serie dalla casa automobilistica tedesca Opel tra il 1957 e il 1986.

## Le origini: l'Olympia Rekord (1953-1957)
Il nome Rekord fu tuttavia utilizzato già in precedenza per il modello Olympia Rekord.

La Olympia Rekord venne presentata nel 1953 per sostituire la Olympia, nata nel
1935, dal design decisamente datato. Venne costruita fino al 1957, in circa 580.000 esemplari ed in quattro serie:
- Modello 1953-54: equipaggiata con un quattro cilindri di 1,5 litri e 40 CV, disponibile nelle versioni berlina due porte, "Cabriocoach" (ovvero la berlina due porte con tetto apribile) e station wagon.
- Modello 1955: un piccolo restyling. Introdotto un nuovo modello base, chiamato semplicemente "Olympia".
- Modello 1956: altro piccolo restyling di scarso rilievo (al frontale). Il motore ora aveva 45 CV.
- Modello 1957: nuovo restyling, con modifiche al tetto (più piatto) e cromature. La "Cabriocoach" non era più disponibile.

## DallaOlympia RekordallaRekord
In realtà, il passaggio da Olympia Rekord a Rekord non fu così netto: infatti, quella che normalmente viene considerata come la prima Rekord, fu in realtà commercializzata dal 1957 al 1960 ancora come Olympia Rekord come denominazione commerciale e addirittura solo come Olympia nel caso della versione economica. Solo dal 1960, con il lancio della Rekord P2, la vettura venne ridenominata Rekord P1 per stabilire una continuità tra la P2 stessa e il modello precedente. In realtà anche la Rekord P2 conserverà ancora qualche traccia della sua precedente origine. Sullo sportello del vano portaoggetti, per esempio, dove fece bella mostra di sé la scritta Olympia. Neppure l'avvento della successiva Rekord A cancellerà la scritta Olympia dal vano portaoggetti, anzi, stando ai documenti di omologazione della vettura, essa venne registrata come Olympia-Rekord R-3. Ma si tratterà dell'ultima volta in cui il nome Olympia fu utilizzato, peraltro in maniera alquanto discreta. Già da anni infatti, la vettura verrà comunemente chiamata Rekord, senza più alcun riferimento alla vecchia denominazione aggiuntiva.
La produzione della Rekord, contando anche i due modelli P1 e P2, si articolò in sette serie, prodotte nell'arco di quasi un trentennio, dal 1957 al 1986.

### Rekord P1
Nota anche come Olympia Rekord P, fu caratterizzata in primis da parabrezza e lunotto panoramici, cioè molto avvolgenti: fu equipaggiata con motori 1.5 da 45 e 50 CV e con un motore 1.7 da 55 CV. A queste motorizzazioni si aggiunse un 1.2 da 40 CV utilizzato nella Opel 1200, praticamente una variante economica della Rekord P1 che dal 1959 andò a sostituire la precedente versione economica della gamma, denominata semplicemente Olympia. La denominazione Rekord P1 cominciò ad essere utilizzata solo dal 1960 per distinguere tale versione dalla P2.

### Rekord P2
Prodotta anch'essa in un breve periodo, fra il 1960 ed il 1963, la P2 conservò anch'essa il parabrezza ed il lunotto panoramici, sebbene dal disegno meno estremo. Anch'essa fu equipaggiata con motori 1.5 e 1.7, il primo da 50 CV e il 1.7 disponibile con potenze di 55 e 60 CV. 

### Rekord A
Prodotta solo dal 1963 al 1965, mantenne il pianale della P2, ma con una carrozzeria molto più moderna, più al passo con i tempi, ma sempre di chiaro stampo americaneggiante. Fu la prima Rekord ad utilizzare fra l'altro anche un motore a 6 cilindri, con cilindrata di 2605 cm³ e potenza massima di 100 CV. Le altre motorizzazioni furono il 1.5 da 55 CV e il 1.7 declinato nelle varianti da 60 e 67 CV.

### Rekord B
Modello di transizione durato solo un anno, dal 1965 al 1966, vide però il debutto di motorizzazioni a 4 cilindri più moderne, da 1,5, 1,7 e 1,9 litri, ma con potenze di 60, 75 e 90 CV, più il già noto motore da 2,6 litri e 100 CV di potenza massima. La carrozzeria subì solo poche modifiche rispetto al modello precedente.

### Rekord C
Apparentemente simile alla Rekord B fu in realtà un modello completamente diverso, sia stilisticamente che meccanicamente. Il telaio vide la scomparsa delle molle a balestra dal retrotreno, sostituite da molle elicoidali. Motoristicamente le novità salienti furono un nuovo 1.9 da 106 CV, il quale si affiancò a quello da 90 CV già montato sulla Rekord B, più un nuovo 6 cilindri da 2,2 litri e 95 CV che vendette poco. Le altre motorizzazioni a 6 cilindri vennero impiegate in un modello speciale strettamente derivato dalla Rekord C e commercializzato come Commodore A. Stilisticamente ci si basò sulla produzione Chevrolet commercializzata oltreoceano, dando vita ad una vettura dalle forme sinuose che alcuni paragonarono ad una bottiglia di Coca-Cola sdraiata. La sua produzione andò dal 1966 al 1971.

### Rekord D

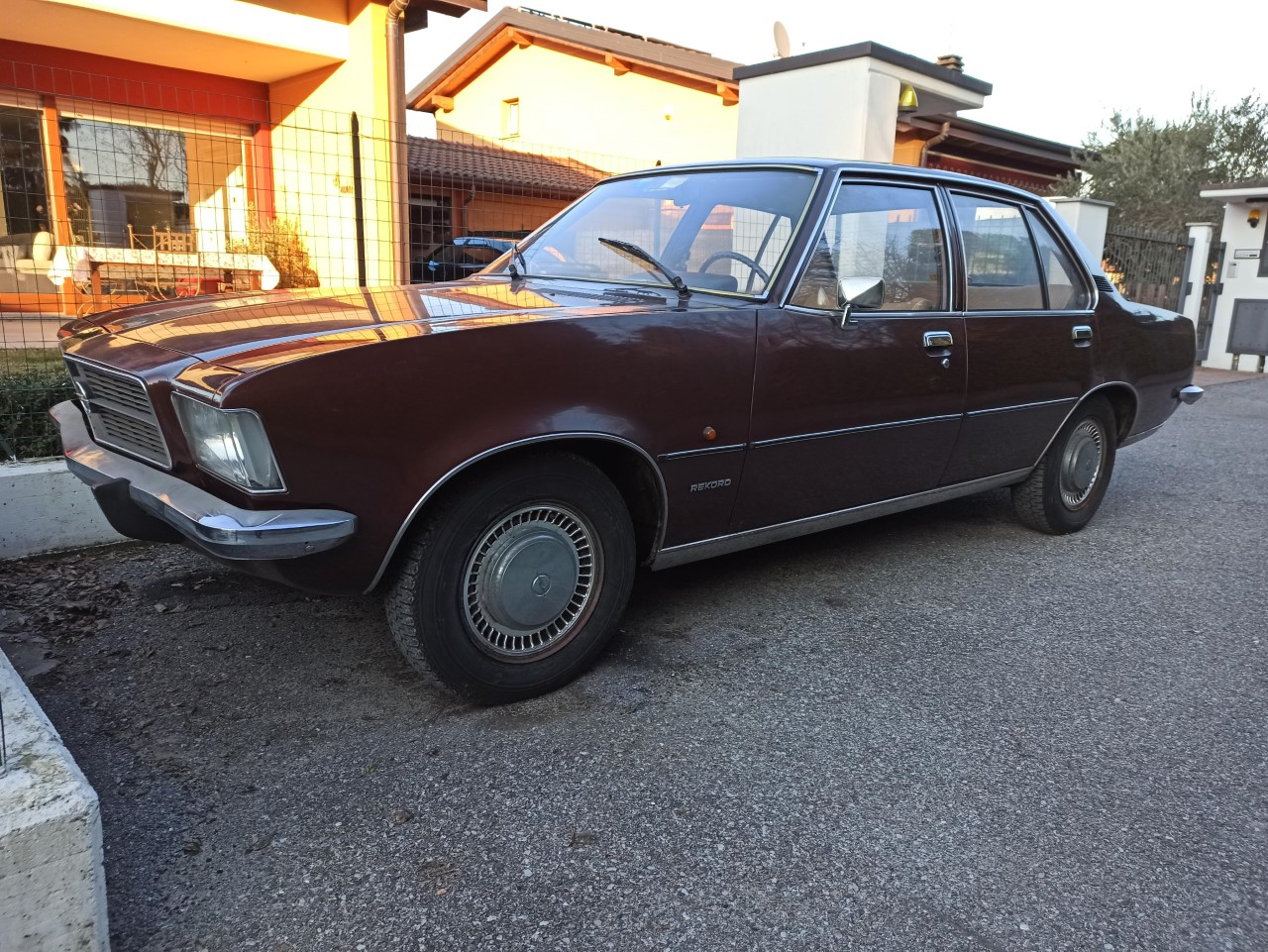
Opel Rekord D 1900 SH benzina del 1972

Caratterizzata da linee più tese e moderne, la Rekord D (intesa come quarta serie, dalla quarta lettera dell'alfabeto), cominciò ad essere commercializzata a partire dal 19 gennaio 1972, anche se i primi esemplari di preserie furono prodotti a fine 1971. La vettura fu disponibile nelle varianti di carrozzeria che fino all'anno prima caratterizzarono anche la gamma della Rekord C, e cioè: berlina a 2 e a 4 porte, station wagon (ancora una volta denominata Caravan) a 3 e a 5 porte, van e coupé. Gli allestimenti erano tre: quello di base, quello sportiveggiante denominato Sprint e quello più ricco, contraddistinto dalla lettera L (Luxus). Quest'ultimo fu disponibile in abbinamento alle due carrozzerie berlina e alla Caravan a 5 porte e non fu previsto per il motore 1.7 di base da 66 CV. Su entrambi gli assi furono montati ammortizzatori idraulici telescopici e molle elicoidali. L'impianto frenante era di tipo misto, così come lo sterzo a circolazione di sfere.

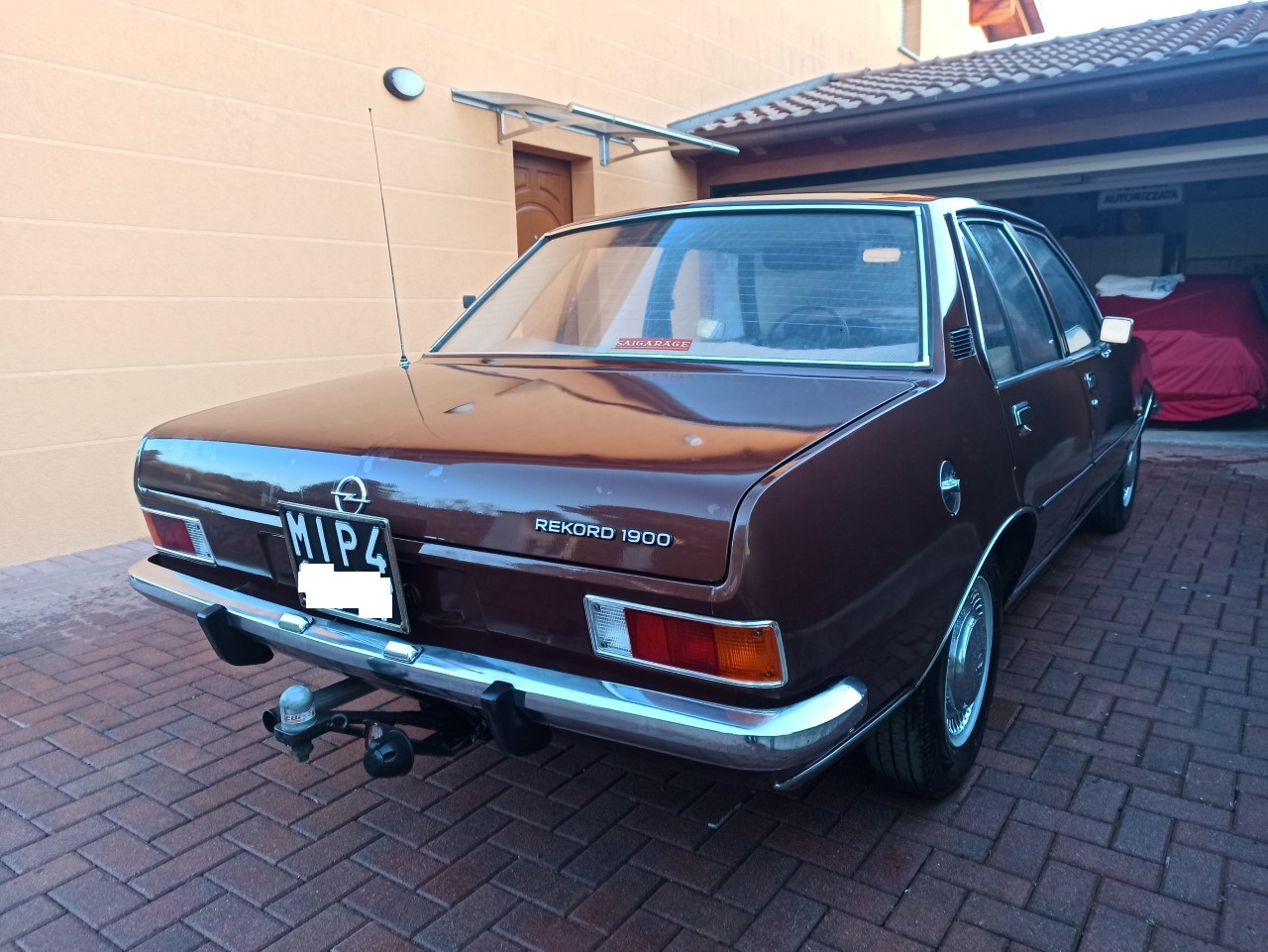
Vista posteriore di una Rekord 1900 benzina munita di gancio traino Ellebi

Il successo fu immediato. Il pianale derivava da quello della Rekord C, mentre la gamma motori rinunciò al 1.5 di base dando maggior spazio alle più potenti unità da 1.7 e soprattutto 1,9 litri. Il 1.9 benzina fu proposto anche in versione potenziata "SH", con cilindrata di 1897 cm³ da ben 97 CV erogati grazie ad un moderno carburatore automatico Zenith.
Il vecchio cambio a 3 marce della Rekord C fu abbandonato in luogo di un ottimo cambio a 4 marce con rapportature idonee per un uso moderno dell'auto (a richiesta si poteva ricevere un cambio automatico a 3 rapporti).
La Rekord 1900 benzina sfiorava i 170 km/h, velocità importanti per l'epoca, ed offriva un comfort ed uno spazio interno finora mai raggiunti da una Opel di quella categoria. A metà carriera fu proposta una unità a benzina da 2 litri. La vera novità fu però l'arrivo di un motore diesel da 2,1 litri e 60 CV. Fu il primo motore a gasolio ad essere utilizzato su un'autovettura a marchio Opel. Per il mercato italiano fu proposta anche una unità Diesel di 2 litri. Tra la fine del 1974 e l'inizio del 1975, vi fu un aggiornamento generale alla gamma motori: il 1.7 di base fu depotenziato da 66 a 60 CV e venne affiancato da un 1.9 depotenziato ad appena 75 CV; il 1.7 S e il 1.9 SH furono tolti di listino e vennero sostituiti da un solo motore, un 1.9 di potenza intermedia e pari a 90 CV sostituito da un 1.9 da 90 CV.
Nel 1976 fu prodotto il milionesimo esemplare, in meno di 5 anni di produzione, numeri importanti per un'ammiraglia.

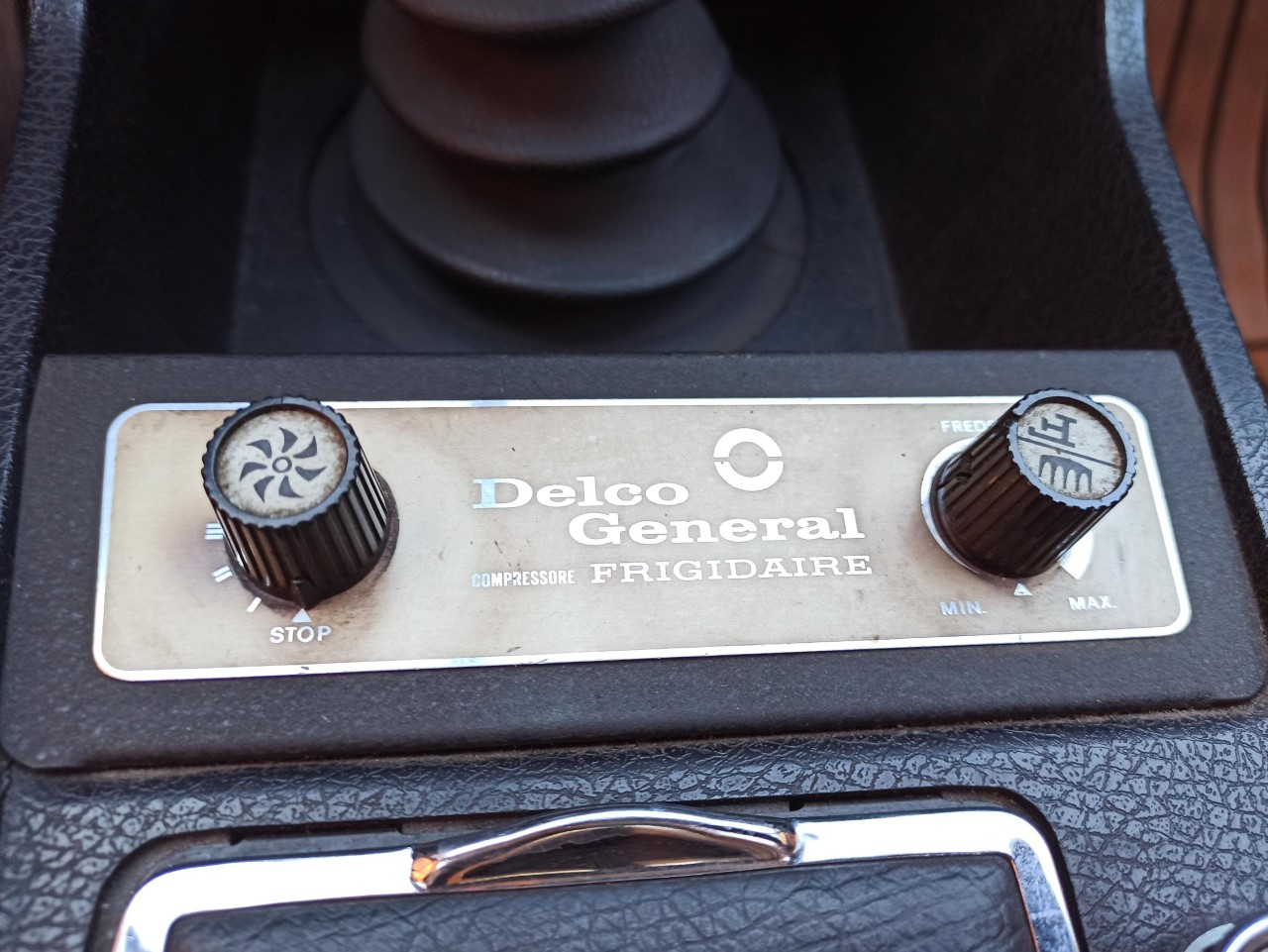
Plancia comandi climatizzatore Delco General

Riconosciuta per la sua grande robustezza e qualità costruttiva la Rekord D fu molto apprezzata dalla clientela, sia per turismo, grazie all'enorme bagagliaio e allo spazio interno che garantiva un ottimo comfort per 5 passeggeri, sia dalle flotte di agenti e taxisti, bisognosi di un veicolo moderno, bello, robusto e duraturo, costruito con una qualità "tedesca" ad un prezzo competitivo. 
Poteva essere dotata di un innovativo e potente climatizzatore "Delco General", con compressore Frigidaire, accessorio al tempo costosissimo ed oggi rarissimo. La Rekord D 1.9 SH benzina Lusso 4 porte costava 1.930.000 lire al lancio nel 1972 quando per esempio l'alfetta 1.6cc costava 2.450.000 lire, oltre il 20 % in più. 
La produzione della Rekord D cessò nel 1977.

### Rekord E
Questa nuova generazione della Rekord fu anche l'ultima, ma venne a sua volta suddivisa in due sottoserie: la prima, siglata E1 fu prodotta dal 1977 al 1982 e fu caratterizzata da uno styling tutto sommato molto semplice e senza fronzoli. La seconda, denominata E2, fu in pratica un profondo restyling della E1 con un frontale completamente ridisegnato e nuovi motori. Ciò avviene anche oggigiorno, con praticamente tutte le fonti che tendono a suddividere in due fasi la storia della Rekord E. Con l'avvento dell'ultima generazione della Rekord comparvero i primi motori a benzina alimentati ad iniezione e, per la prima volta, anche i primi cambi a 5 marce. Fu anche l'unica Rekord a vantare nella sua gamma un motore sovralimentato, ossia il 2.3 turbodiesel da 86 CV. La produzione della E2 terminò nell'agosto 1986. Dalla Rekord E vennero derivate anche le più prestigiose Commodore C, Senator A e Monza.

## Galleria d'immagini
| Modello            | Opel Rekord P1 | Opel Rekord P2 | Opel Rekord A | Opel Rekord B |
| ------------------ | -------------- | -------------- | ------------- | ------------- |
| Foto               |                |                |               |               |
| Anni di produzione | 1957-1960      | 1960-1963      | 1963-1965     | 1965-1966     |
| Esemplari prodotti | 816.955        | 786.411        | 882.433       | 302.017       |

| Modello            | Opel Rekord C | Opel Rekord D | Opel Rekord E1 | Opel Rekord E2 |
| ------------------ | ------------- | ------------- | -------------- | -------------- |
| Foto               |               |               |                |                |
| Anni di produzione | 1966-1971     | 1971-1977     | 1977-1982      | 1982-1986      |
| Esemplari prodotti | 1.274.362     | 1.140.304     | 967.064        | 487.193        |